# Caspian (banda)
Caspian é uma banda estadunidense de post-rock e rock instrumental formada em Beverly, Massachusetts. Seus membros originais se conheceram no Gordon College, onde estudavam, e passaram a tocar juntos em 2003, mas apenas em 2004 o grupo ganhou o nome e fez o seu primeiro show. Lançaram seu primeiro EP, You are the Conductor, em 2005. O terceiro álbum de estúdio do Caspian,  Waking Season, foi considerado pela revista Spin como o melhor álbum de post-rock de 2012.
Em agosto de 2013, a banda anunciou pelo Facebook a morte do baixista Chris Friedrich. A causa da morte do músico, que tinha 33 anos, não foi divulgada.

## Discografia

### Álbuns de estúdio
- The Four Trees (2007)
- Tertia (2009)
- Waking Season (2012)
- Dust and Disquiet (2015)
- On Circles (2020)

### EPs
- You are the Conductor (2005, 2010)
- Tour EP (2005, 2010)
- Split 7" with Constants (2005, 2010)
- Live at Old South Church (2012)
- Hymn for the Greatest Generation (2013)
- Castles High, Marble Bright (2016)

## Membros

### Atuais
- Philip Jamieson - guitarra, teclados, sintetizadores (2004–presente)
- Calvin Joss - guitarra, pedal steel (2004–presente)
- Joe Vickers - bateria (2004–presente)
- Erin Burke-Moran - guitarra (2007–presente)
- Jonny Ashburn - guitarra (2009–presente)
- Jani Zubkovs - baixo (2013–presente)

### Ex-membros
- Chris Friedrich - baixo (2004–2013; morte)
- Jon McMahan - baixo (somente ao-vivo, 2009–2013)